# Dorami & Doraemons: Uchū Land kiki ippatsu!
Dorami & Doraemons: Uchū Land kiki ippatsu! è un cortometraggio del 2001 con protagonista Dorami e i Doraemons, inedito in Italia.

## Trama
Dorami e i Doraemons (ad eccezione di Doraemon, che è assente) sono nello spazio per andare a visitare un parco divertimenti chiamato Space Land. Giunti all'ingresso, saranno però risucchiati da un enorme vortice che porterà in seguito alla distruzione della loro navicella. Giunti nel parco, dovranno subire altre peripezie, fino a scoprire che un malvagio mostro aveva organizzato tutto contro di loro. Ancora una volta, Dorami e il gruppo dei Doraemons dovrà intervenire affinché la giustizia possa trionfare.

## Distribuzione
Il cortometraggio è stato proiettato nei cinema giapponesi il 10 marzo 2001, insieme a Doraemon: Nobita to tsubasa no yūsha-tachi.
Il titolo internazionale del cortometraggio è Space Land's Critical Event.